# Neverland (альбом)
Neverlend — седьмой мини-альбом южнокорейско-китайской гёрл-группы Cosmic Girls. Альбом был выпущен 9 июня 202 года лейблами Starship Entertainment и Yuehua Entertainment с ведущим синглом «Butterfly».
Участницы группы Чен Сяо, Мэйчи и Сюани не участвовали в выпуске альбома из-за конфликтов с расписанием в Китае.

## Предпосылки и релиз
11 мая 2020 года WJSN сообщила через свои официальные аккаунты в социальных сетях, что группа выпустит новый мини-альбом. Трек-лист был обнародован 17 мая. 9 июня были выпущен Neverland и музыкальное видео на песню «Butterfly».

## Композиции
Заглавный трек был спродюсирован и написан в соавторстве с Galactika, музыкальной продюсерской командой, создавшей самые большие хиты Itzy. Это первый раз, когда они работали с Cosmic Girls.
Некоторые участницы группы участвовали в написании и продюсировании некоторых песен из мини-альбома. Солья считается одним из авторов и композиторов «Our Garden»; а Экси считается соавтором всех треков, а также соавтором «Tra-la».

## Коммерческий успех
Neverland разошелся тиражом более 47 000 копий в первый день релиза, побив личный рекорд группы с As You Wish, который разошелся тиражом более 34 000 копий в первый день релиза. На второй день мини-альбом был продал тиражом почти в 53 000 копий, также превзойдя их продажи за первую неделю, установленные As You Wish, которые разошлись тиражом почти в 50 000 копий за первую неделю
Альбом дебютировал на 2-м месте в чарте альбомов Gaon, в то время как ведущий сингл «Butterfly» дебютировал на 118-м месте в цифровом чарте Gaon. Сингл также достиг 81-го места в Billboard Korea K-Pop Hot 100.
По данным Gaon, альбом продал 100 719 копий, заняв 7-е место по состоянию на июнь 2020 года. Он стал первым релизом группы, разошедшимся тиражом более 100 000 копий, а также их самым продаваемым релизом, превзойдя As You Wish, который на сегодняшний день разошелся тиражом более 96 000 копий.

## Список треков
| №                   | Название                   | Текст песни                 | Музыка                                                          | Аранжировка                             | Длительность |
| ------------------- | -------------------------- | --------------------------- | --------------------------------------------------------------- | --------------------------------------- | ------------ |
| 1.                  | «Butterfly»                | GALACTIKA * Exy             | GALACTIKA * AthenA (GALACTIKA *) woobin (GALACTIKA *)           | Team GALACTIKA *                        | 3:37         |
| 2.                  | «Hola»                     | KZ B.O. Exy                 | KZ Nthonius B.O.                                                | Nthonius                                | 3:29         |
| 3.                  | «Pantomime»                | Ким Джин Хван Экси          | Ким Джин Хван                                                   | Ким Джин Хван                           | 3:28         |
| 4.                  | «Where You Are» (바램)     | Iggy C-no Ung Kim Exy       | Iggy C-no Ung Kim                                               | Iggy C-no Ung Kim                       | 3:32         |
| 5.                  | «Tra-la» (불꽃놀이)        | MAKECAKE36 Экси             | MAKECAKE36 Экси                                                 | MAKECAKE36                              | 3:57         |
| 6.                  | «Our Garden» (우리의 정원) | Сольа Jinli (Full8loom) Exy | Сольа Glory Face (Full8loom) Jinli (Full8loom) HARRY(Full8loom) | Glory Face (Full8loom) HARRY(Full8loom) | 3:05         |
| Общая длительность: | Общая длительность:        | Общая длительность:         | Общая длительность:                                             | Общая длительность:                     | 21:08        |

## Чарты
| Чарты (2020)               | Высшая позиция |
| -------------------------- | -------------- |
| South Korean Albums (Gaon) | 2              |

| Песня     | Чарты (2020)            | Высшая позиция |
| --------- | ----------------------- | -------------- |
| Butterfly | Республика Корея (Gaon) | 118            |

## Награды и номинации
| Журнал    | Лист                            | Альбом    | Место | Ссылка |
| --------- | ------------------------------- | --------- | ----- | ------ |
| Billboard | Лучший Kpop альбом 2020: Топ 10 | Neverland | 2     | [9]    |

### Музыкальные программы
| Песня              | Программа         | Дата |
| ------------------ | ----------------- | ---- |
| «Butterfly»        |                   |      |
| The Show (SBS MTV) | 16 июня 2020 года |      |
| M Countdown (Mnet) | 18 июня 2020 года |      |

## История релиза
| Регион           | Дата             | Формат                  | Лейбл                                               |
| ---------------- | ---------------- | ----------------------- | --------------------------------------------------- |
| Республика Корея | 9 июня 2020 года | CD цифровая дистрибуция | Starship Entertainment Yuehua Entertainment kakao M |
| Мир              | 9 июня 2020 года | Цифровая дистрибуция    | Starship Entertainment Yuehua Entertainment kakao M |